# Bukolika
Bukolika (Bucolica – bukolične pesmi), pozneje imenovane tudi z grškim izrazom Eclogae, so zbirka desetih pastirskih pesmi, ki jih je okoli leta 37 pr. n. št. napisal rimski pesnik Vergilij. Zbirka je postala glavni vir za poznejšo evropsko pastirsko poezijo.

	Bukolika je zbirka desetih pastirskih/idiličnih pesmi v šestercih, ki jih je avtor napisal v treh letih okoli leta 40. 
Avtor je podeželski svet in naravo zelo dobro poznal, sam je imel podeželje veliko raje kor mestni vrvež. Vergilijev bukolski (kmečki) svet je bogat z raznovstnimi temami, ki se prepletajo, razraščajo in ubrano stekajo v posamezne pesmi. To je živo pisan svet barv, slik, pokrajin. Prikazani so pastirji s svojimi pastirskimi navadami, ki živijo preprosto in naravno, veliko pojejo in s pesnjenjem izpovedujejo svije vsakodnevne pripetljaje, od lepih, do bridkih, tragičnih. Vergilij skozi pesmi pastirjev sanja o popolnem svetu, kjer vsi živijo v slogi, kjer so vsi ljudje zbrateni in živijo preprosto, srečno življenje – popolnoma drugače, kot je bilo v resnici: okoli pesnika je bilo mnogo prevar, krivičnosti, vojn, roparstva in sovraštva.
V Bukolikah zaznamo neoterične prijeme: svež navdih, rahle, prefinjene rime in prizori, skrbno izdelane podrobnosti in opisovanje skladnih slik, kjer Vergilij sprosti svoje preseneljive sposobnosti in barvito opisuje. V delu se čuti tudi pesnikove lastnosti: otožnost,  pesimističnega duha, velikokrat rečemo, da gre za »sladko otožnost«. 
(ekloga=izbrana pesem, pozneje ločena pesem)
1.	ekloga je pesniški dovogovor, ki poteka na mantovskem podeželju med pastirjem  Titirom in nesrečnim Melibojem. Titir ponazarja Vergilija, vsega blaženega na svojem posestvecu, pastirja Meliboja pa so pregnali z njegovih pašnikov in je moral s trebuhom za kruhom. Z žalostnim srcem žene pred seboj ostanek svoje čredice. Ob Melibojevi brezupni usodi se tudi Titir zamisli in razžalosti. Kako naj mu pomaga? Povabi ga, naj ostane pri njem. Že lega mrak in kmalu bo prišla noč, ki bo pobrala vse ljudi: v njegovi koči bo za oba dovolj prostora, hrane pa tudi. Ta ekloga je poleg devete, ki je kontrapunktični (nasprotni) zasnovi njeno dopolnilo, ena najbogatejših pesmi z bukolično vergilijsko motiviko.

2.	ekloga (Alexis) obdeluje ljubezensko tematiko v aleksandrinskem duhu z bukoličnimi teoretskimi prijemi. Suženj Aleksis, ljubljenec bogatega posestnika, se ne meni za srpne rane pastirja Koridona. Na tej zasnovi se prepletajo pastirski motivi: opoldanska spokojnost, ki se preliva v otožno praznično razpoloženje, prežeto s cvetjem in sočnimi sadeži, mračna noč, ki lega na Koridonovo neutolažljivo žalost. To je ena najmanj doživetih in najbolj literarnih eklog.
3.	ekloga (Palaemon) nam predstavlja pesniško tekmo med kozarjem Menalkom in pastirjem Dametom. Razsodnik je sosed Palemon, ki pazljivo posluša spretnost obeh pesnikov, ki improvizirata v izmenični ljubezenski pesmi ter presodi zmago obema. Tudi tu lahko, predvsem v zadnjem delu zaznamo prijene prizore iz narave.

4.	ekloga (Pollio) ima svojevrstno zasnovo. Ozadje je še vedno bukolsko, na njem se prepletajo različni motivi. To je »božična pesem« o detetu (puer) in je znana kot mesijanska ekloga. Vergil prosi muze, naj mu naklonijo višji navdih, kajti opevati mora konzula, ki je simbol novih časov in dolge vrste novih stoletij. Ljudje bodo doživeli čudežne božje posege v posvetne zadeve, obilje naravnih darov, zmago pravičnosti, sreče, miroljubnosti in pobratenja ljudi. Pesnik je presrečen in vošči otroku, naj bo vreden blažene dobe, v kateri živi, in si z ljubkostjo zasluži ljubezen svojih staršev.
O tej pesmi so veliko razpravljali zaradi zgradbe, vsebine, pa tudi preroškega navdiha. Mnogi v srednjem veku so v Vergilu videli preroka, ki je napovedal prihod Mesije. Danes poznamo zgodovinsko ozadje in vemo, da gre za brundizijski mir med Oktavijanom in Antonijem v oktobru 40, v dečku (puer) pa Polionovega potomca, saj je do te sprave prišlo po Polionovi zaslugi.

5. 	ekloga (Daphnis), v kateri nastopa pastir Dafnis, ki ga Menaklas  in Mopsus častita po božje.  Omenjena se zatečeta v skupno votlino in na mah ustvarita izmenično pesem, v kateri častita Dafnisa. Mopsus opeva njegovo smrt, žalovanje nimf in objokovanje vse narave, drugi njegov sprejem med bogove. Oba si, ganjena in navdušena drug nad drugim, sežeta v roke in izmenjata darila.
V liku Dafnisa mnogi vidijo lik Cezarja, sploh v smrti in apoteozi, ali pa lik Vergilijevega brata Flaka, v spomin na katerega bi hotel to napisati. Ta ekloga sodi med najlepše, v njej se prepletajo elegične, bukolične in naravne prvine ter se prelivajo skupaj s čustvovanjem, tipičnim za Vergila.

6.	ekloga (Silenus) je posvečena Alfenu Varu. Starega satira Silena prebudijo iz spanja in ga prisilijo, da pesniško pripoveduje pastirjema Hromidu in Mnasilu nastanek sveta po epikurejskih naukih in druge z njim povezane legende (Devkalijon, Prometej itd.). Vergil je vpletel tudi hvalnico na čast pesniku Galusu in njegovemu pesniškemu ovekovečanju na Parnasu (gori pesnikov, navdiha). Lirično razpoloženje tukaj nadvlada bukolično in pesem je kozmična, povzdignjena. Fantastični prijemi in živi opisi nam vsiljujejo misel, da je tukaj Vergila bolj kot kdajkoli zajel Lukrecijev čar.

7.	ekloga (Meliboeus)  in

8.	ekloga (Pharmaceutria) nista posebno izvirni in skladni. V prvi prisostvuje pstir – pevec in pesnik – pevski tekmi med Tirsisom in Koridonom. Pevca opevata poljska božansktva, zatem pa obujata spomine na svoje ljubezenske prigode. V tekmi zmaga Koridom Druga (8- ekloga) ima grški naslov (Čarovnica, Zapeljivka). Pastir Damon obuja tožbo zavrnjenega ljubimca, Alfesiboj pa pripoveduje o čarovnijah, h katerim se zateče neka ženska, da bi si zopet pridobila Dafnisovo ljubezen.

9.	ekloga (Moeris) je snovno povezana s prvo in kakor ta obljublja neko pesnikovo izredno doživetje, seveda v čisto spremenjenih, celo nasprotnih okoliščinah. Prva se namreč nanaša na čas, ko je bil pesnik še nesporen lastnik svoje zemlje, druga na njegovo brezupno žalost, ker so ga razlastili. Meris, suženj pastirja Menalka – ta pooseblja Vergilija – se na cesti sreča s prijateljem Licidom in mu začne pripovedovati, kako so ga nasilno pregnali s posestva in kako bi kmalu plačal z življenjem, ker je branil svojo zemljo. Pastirja hvalita svojega gospodarja in obujata spomine na lepe verze, ki jima jih je ta prebiral za zabavo. Deveta ekloga je pravi biser Vergilovega bukoličnega ustvarjanja.

10.	ekloga (Gallus) je zasnovana skoraj elegično. Opeva mučno ljubezen in žalostne prigode Vergilovega prijatelja in pesnika Korelija Galusa z lepotico Likorido.